# Формула Торричелли (гидродинамика)
Фо́рмула Торриче́лли связывает скорость истечения идеальной жидкости из малого отверстия в открытом сосуде с высотой жидкости над отверстием.
Формула Торричелли утверждает, что скорость {\displaystyle v} истечения идеальной жидкости через отверстие в тонкой стенке, находящееся в ёмкости на глубине {\displaystyle h} от поверхности, такая же, как и у тела, свободно падающего с высоты {\displaystyle h}, то есть
{\displaystyle v={\sqrt {2gh}},}
где {\displaystyle g} — ускорение свободного падения.
Если же отверстие затоплено, то {\displaystyle h} равно разности уровней жидкости перед и за отверстием.
Последнее выражение получено в результате приравнивания приобретённой кинетической энергии {\displaystyle {\frac {1}{2}}mv^{2}} и потерянной потенциальной энергии {\displaystyle mgh}.
Для реальных жидкостей скорость истечения будет тем меньше величины {\displaystyle v={\sqrt {2gh}}}, чем больше вязкость жидкости, а именно {\displaystyle v=\varphi {\sqrt {2gh}}}, где {\displaystyle \varphi <1} - коэффициент скорости {\displaystyle \varphi ={\frac {1}{1+\xi }}}, где {\displaystyle \xi } - коэффициент сопротивления при входе в отверстие.
Для реальной жидкости расход через отверстие {\displaystyle Q=\mu \omega {\sqrt {2gh}}}, где {\displaystyle \mu =\alpha \varphi }, {\displaystyle \alpha } - коэффициент сжатия струи.
Эта формула была получена в словесной форме итальянским учёным Эванджелиста Торричелли в 1643 году и опубликована в его сочинении Opera geometrica, вышедшем в 1644 году, в разделе De motu aquarum. Позже было показано, что эта формула является следствием закона Бернулли.

## Вывод
Закон Бернулли утверждает, что
{\displaystyle {\frac {v^{2}}{2}}+gz+{\frac {p}{\rho }}={\text{const}},}
где v — это скорость жидкости,
z — высота жидкости над точкой, для которой записывается уравнение Бернулли,
p — давление,
ρ — плотность жидкости.
Пусть отверстие находится на высоте z = 0. У поверхности жидкости в резервуаре давление p равно атмосферному. Скорость жидкости v в верхней части резервуара можно считать равной нулю, так как уровень поверхности жидкости понижается очень медленно по сравнению со скоростью истечения жидкости через отверстие. На выходе из отверстия z = 0, и p также равно атмосферному давлению. Приравнивая левые части уравнения Бернулли, записанные для поверхности жидкости в резервуаре и для жидкости на выходе из отверстия, получим:
{\displaystyle gz+{\frac {p_{\text{atm}}}{\rho }}={\frac {v^{2}}{2}}+{\frac {p_{\text{atm}}}{\rho }}}
{\displaystyle \Rightarrow v^{2}=2gz}
{\displaystyle \Rightarrow v={\sqrt {2gz}}.}
z равно высоте h, и таким образом
{\displaystyle v={\sqrt {2gh}}.}

Кроме того, можно прийти к тому же выводу из закона сохранения энергии, так как жидкость идеальная.